# 7e étape du Tour de France 2010
Pour un article plus général, voir Tour de France 2010.
La 7e étape du Tour de France 2010 s'est déroulée le samedi 10 juillet 2010 entre Tournus et la Station des Rousses sur 165,5 km. Elle a été remportée par le Français Sylvain Chavanel (Quick Step), qui s'impose en solitaire et reprend le maillot jaune, qu'il avait déjà porté après sa victoire lors de la 2e étape.

## Profil de l'étape
Le profil de moyenne montagne, avec 6 ascensions de difficulté croissante, devait favoriser les puncheurs sans avoir trop d'influence sur la lutte pour le classement général.

## La course
Un échappée se forme dès le début de la course : Christian Knees (Team Milram), Danilo Hondo (Lampre-Farnese), Rubén Pérez (Euskaltel-Euskadi), Samuel Dumoulin (Cofidis) et le maillot à pois Jérôme Pineau (Quick Step). Leur avance atteint 8 minutes 30 au sommet de la première difficulté du jour, la Côte de l'Aubépin.

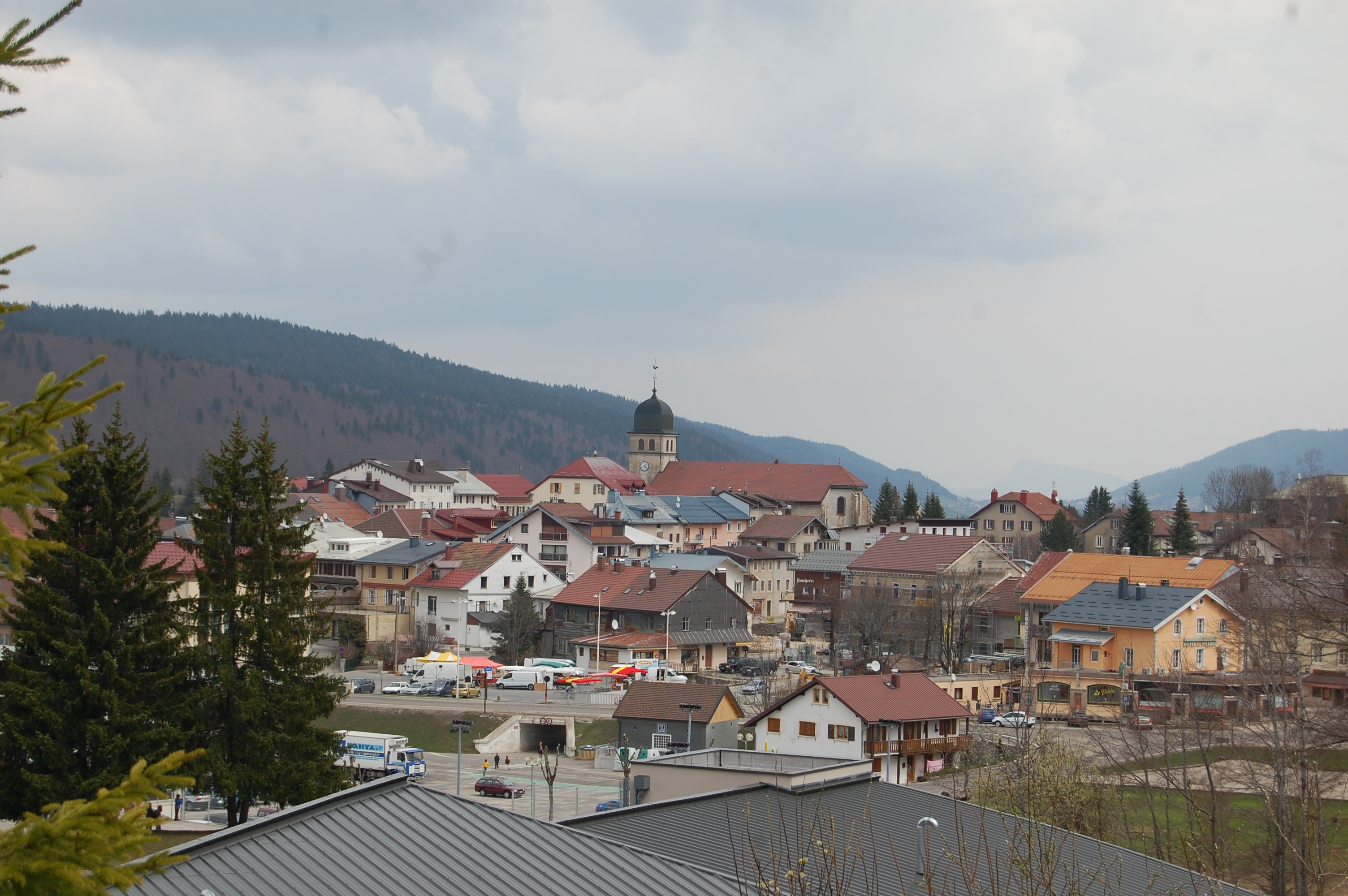
Les Rousses

Dans la cinquième côte, celle de la croix de Serra, la maillot jaune Fabian Cancellara (Team Saxo Bank) perd le contact avec le peloton et un groupe de coureurs part à la poursuite des échappées : il s'agit de Damiano Cunego (Lampre-Farnese), Thomas Voeckler, Cyril Gautier (BBox Bouygues Telecom), Matthew Lloyd (Omega Pharma-Lotto) et Mathieu Perget (Caisse d'Épargne). Ce groupe est ensuite rejoint par Sylvain Chavanel (Quick Step), avant que ce dernier ne décide d'y aller seul. Il rattrape puis dépasse son coéquipier Jérôme Pineau pour se retrouver seul en tête.
La plupart des échappés et des poursuivants sont repris par le groupe des leaders, qui arrive avec 1 minute 47 de retard sur Chavanel. Le maillot jaune Fabian Cancellara, le maillot blanc Geraint Thomas (Team Sky) et Andreas Klöden (Team RadioShack) sont les principaux coureurs à ne pas avoir réussi à suivre le rythme de ce groupe.

## Sprints intermédiaires
| Premier   | Danilo Hondo    | 6 pts. |
| Deuxième  | Samuel Dumoulin | 4 pts. |
| Troisième | Rubén Pérez     | 2 pts. |

| Premier   | Danilo Hondo    | 6 pts. |
| Deuxième  | Christian Knees | 4 pts. |
| Troisième | Rubén Pérez     | 2 pts. |

| - 3. Sprint intermédiaire de Molinges (kilomètre 118) \| Premier \| Danilo Hondo \| 6 pts. \| \| Deuxième \| Christian Knees \| 4 pts. \| \| Troisième \| Rubén Pérez \| 2 pts. \| |                 |        |
| Premier | Danilo Hondo    | 6 pts. |
| Deuxième | Christian Knees | 4 pts. |
| Troisième | Rubén Pérez     | 2 pts. |

## Côtes
| Premier   | Jérôme Pineau   | 4 pts |
| Deuxième  | Christian Knees | 3 pts |
| Troisième | Rubén Pérez     | 2 pts |
| Quatrième | Samuel Dumoulin | 1 pt  |

| Premier   | Jérôme Pineau   | 3 pts |
| Deuxième  | Rubén Pérez     | 2 pts |
| Troisième | Samuel Dumoulin | 1 pt  |

| Premier   | Jérôme Pineau   | 4 pts |
| Deuxième  | Rubén Pérez     | 3 pts |
| Troisième | Samuel Dumoulin | 2 pts |
| Quatrième | Danilo Hondo    | 1 pt  |

| Premier   | Jérôme Pineau    | 10 pts |
| Deuxième  | Rubén Pérez      | 9 pts  |
| Troisième | Christian Knees  | 8 pts  |
| Quatrième | Samuel Dumoulin  | 7 pts  |
| Cinquième | Danilo Hondo     | 6 pts  |
| Sixième   | Anthony Charteau | 5 pts  |

| Premier   | Jérôme Pineau    | 10 pts |
| Deuxième  | Danilo Hondo     | 9 pts  |
| Troisième | Sylvain Chavanel | 8 pts  |
| Quatrième | Thomas Voeckler  | 7 pts  |
| Cinquième | Mathieu Perget   | 6 pts  |
| Sixième   | Damiano Cunego   | 5 pts  |

| Premier   | Sylvain Chavanel   | 20 pts |
| Deuxième  | Rafael Valls       | 18 pts |
| Troisième | Juan Manuel Gárate | 16 pts |
| Quatrième | Thomas Voeckler    | 14 pts |
| Cinquième | Daniel Moreno      | 12 pts |
| Sixième   | Mathieu Perget     | 10 pts |

## Classement de l'étape
| Classement de la 7e étape | Classement de la 7e étape | Classement de la 7e étape | Classement de la 7e étape | Classement de la 7e étape |
|                           | Coureur                   | Pays                      | Équipe                    | Temps                     |
| ------------------------- | ------------------------- | ------------------------- | ------------------------- | ------------------------- |
| 1er                       | Sylvain Chavanel          | FRA                       | Quick Step                | en 4 h 22 min 52 s        |
| 2e                        | Rafael Valls              | ESP                       | Footon-Servetto           | + 57 s                    |
| 3e                        | Juan Manuel Gárate        | ESP                       | Rabobank                  | + 1 min 27 s              |
| 4e                        | Thomas Voeckler           | FRA                       | BBox Bouygues Telecom     | + 1 min 40 s              |
| 5e                        | Mathieu Perget            | FRA                       | Caisse d'Épargne          | + 1 min 40 s              |
| 6e                        | Daniel Moreno             | ESP                       | Omega Pharma-Lotto        | + 1 min 40 s              |
| 7e                        | Pierrick Fédrigo          | FRA                       | BBox Bouygues Telecom     | + 1 min 47 s              |
| 8e                        | Ryder Hesjedal            | CAN                       | Garmin-Transitions        | + 1 min 47 s              |
| 9e                        | Rubén Plaza               | ESP                       | Caisse d'Épargne          | + 1 min 47 s              |
| 10e                       | Eros Capecchi             | ITA                       | Footon-Servetto           | + 1 min 47 s              |
| modifier                  |                           |                           |                           |                           |

## Classement général
| Classement général à la 7e étape | Classement général à la 7e étape | Classement général à la 7e étape | Classement général à la 7e étape | Classement général à la 7e étape |
|                                  | Coureur                          | Pays                             | Équipe                           | Temps                            |
| -------------------------------- | -------------------------------- | -------------------------------- | -------------------------------- | -------------------------------- |
| 1er                              | Sylvain Chavanel                 | FRA                              | Quick Step                       | en 33 h 1 min 23 s               |
| 2e                               | Cadel Evans                      | AUS                              | BMC Racing                       | + 1 min 25 s                     |
| 3e                               | Ryder Hesjedal                   | CAN                              | Garmin-Transitions               | + 1 min 32 s                     |
| 4e                               | Andy Schleck                     | LUX                              | Team Saxo Bank                   | + 1 min 55 s                     |
| 5e                               | Alexandre Vinokourov             | KAZ                              | Astana                           | + 2 min 17 s                     |
| 6e                               | Alberto Contador                 | ESP                              | Astana                           | + 2 min 26 s                     |
| 7e                               | Jurgen Van den Broeck            | BEL                              | Omega Pharma-Lotto               | + 2 min 28 s                     |
| 8e                               | Nicolas Roche                    | IRL                              | AG2R La Mondiale                 | + 2 min 28 s                     |
| 9e                               | Johan Vansummeren                | BEL                              | Garmin-Transitions               | + 2 min 33 s                     |
| 10e                              | Denis Menchov                    | RUS                              | Rabobank                         | + 2 min 35 s                     |
| modifier                         |                                  |                                  |                                  |                                  |

## Classements annexes

### Classement par points
| Classement par points | Classement par points | Classement par points | Classement par points | Classement par points |
| --------------------- | --------------------- | --------------------- | --------------------- | --------------------- |
|                       | Coureur               | Pays                  | Équipe                | Point(s)              |
| 1er                   | Thor Hushovd          | NOR                   | Cervélo TestTeam      | 118 points            |
| 2e                    | Alessandro Petacchi   | ITA                   | Lampre-Farnese        | 114 pts               |
| 3e                    | Robbie McEwen         | AUS                   | Team Katusha          | 105 pts               |
| modifier              |                       |                       |                       |                       |

### Classement du meilleur grimpeur
| Classement du meilleur grimpeur | Classement du meilleur grimpeur | Classement du meilleur grimpeur | Classement du meilleur grimpeur | Classement du meilleur grimpeur |
| ------------------------------- | ------------------------------- | ------------------------------- | ------------------------------- | ------------------------------- |
|                                 | Coureur                         | Pays                            | Équipe                          | Point(s)                        |
| 1er                             | Jérôme Pineau                   | FRA                             | Quick Step                      | 44 points                       |
| 2e                              | Sylvain Chavanel                | FRA                             | Quick Step                      | 36 pts                          |
| 3e                              | Mathieu Perget                  | FRA                             | Caisse d'Épargne                | 28 pts                          |
| modifier                        |                                 |                                 |                                 |                                 |

### Classement du meilleur jeune
| Classement général du meilleur jeune | Classement général du meilleur jeune | Classement général du meilleur jeune | Classement général du meilleur jeune | Classement général du meilleur jeune |
|                                      | Coureur                              | Pays                                 | Équipe                               | Temps                                |
| ------------------------------------ | ------------------------------------ | ------------------------------------ | ------------------------------------ | ------------------------------------ |
| 1er                                  | Andy Schleck                         | LUX                                  | Team Saxo Bank                       | en 33 h 3 min 18 s                   |
| 2e                                   | Roman Kreuziger                      | CZE                                  | Liquigas-Doimo                       | + 1 min 15 s                         |
| 3e                                   | Rafael Valls                         | ESP                                  | Footon-Servetto                      | + 1 min 44 s                         |
| modifier                             |                                      |                                      |                                      |                                      |

### Classement par équipes
| Classement par équipes | Classement par équipes | Classement par équipes | Classement par équipes |
|                        | Équipe                 | Pays                   | Temps                  |
| ---------------------- | ---------------------- | ---------------------- | ---------------------- |
| 1re                    | Astana                 | Kazakhstan             | en 99 h 12 min 43 s    |
| 2e                     | Rabobank               | Pays-Bas               | + 56 s                 |
| 3e                     | Caisse d'Épargne       | Espagne                | + 1 min 24 s           |
| modifier               |                        |                        |                        |

## Abandons
- Juan José Oroz (Euskaltel-Euskadi) : non-partant.
- Stijn Vandenbergh (Team Katusha) : hors délais.